# Vertu
Vertu byl britský výrobce a prodejce luxusních a ručně vyráběných mobilních telefonů. Značku založil v roce 1998 finský výrobce mobilů Nokia. V říjnu 2012 Nokia prodala značku Vertu soukromé investiční skupině EQT VI za blíže nespecifikovanou cenu, (neoficiální informace uvádějí částku cca 200 milionů USD), ale ponechala si 10% podíl. Koncem roku 2013 měla společnost kolem 350 000 zákazníků a její telefony se prodávaly v 500 maloobchodních prodejnách, včetně 70, které provozovala přímo společnost. V roce 2015 bylo oznámeno, že EQT prodala svůj podíl ve Vertu společnosti Godin Holdings, holdingové společnosti se sídlem v Hongkongu.

## Koncept
Podle listu The Economist bylo hlavní myšlenkou nabízet na trhu telefony výhradně jako módní doplňky, v duchu slov: „Když můžete utratit 20 000 dolarů za hodinky, tak proč ne za mobilní telefon?“ Telefony Vertu, neboli „mobilní komunikační nástroje“, jsou vyráběny v dílnách společnosti v Church Crookhamu, v hrabství Hampshire v Anglii. Prodejní strategie zdůrazňuje hlavně kvalitu výroby, styl a servis, ne tolik funkce mobilního telefonu. Firma má sídlo ve Velké Británii, kanceláře se nalézají v New Yorku, Dubaji, Moskvě, Frankfurtu, Hongkongu, Paříži a Singapuru. V listopadu Massimiliana Poglianiho v roli CEO společnosti Vertu nahradil Billy Crotty, který byl o tři měsíce později vystřídán Gordonem Watsoem. Společnost má 900 zaměstnanců.

## Kolekce

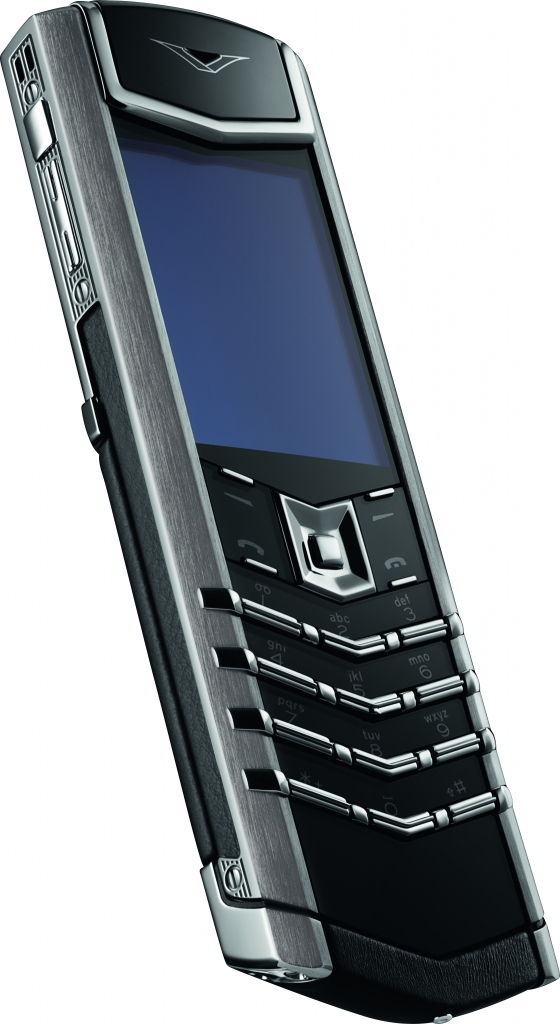
Telefon Vertu Signature z nerezové oceli

Model, který je vlajkovou lodí firmy, se jmenuje Signature. Jeho klávesnice obsahuje téměř 5 karátů rubínových ložisek. Dalšími modely jsou Ascent, Constellation Classic, Constellation Ayxta, společně s chytrými telefony Constellation Quest a Constellation (na trh uveden v říjnu 2011). Telefony Ascent jsou navrženy tak, aby byly lehké a odolné, jsou vyrobené z hliníku nebo titanu a vulkanizované gumy a kůže. Modely Classics jsou jednoduché a malé přístroje. Ayxtas – to jsou „véčkové“ telefony, které jsou nabízeny v různých variantách a barvách. Model Quest je prvním chytrým telefonem značky Vertu, který je vybaven plnou QWERTY klávesnicí s tlačítky vyrobenými ze safíru. Po tomto modelu následoval v roce 2011 model Constellation, první model této značky s dotykovým displejem.
V únoru 2013 uvedla společnost Vertu na trh model Vertu Ti, první telefon značky Vertu s operačním systémem Android, po němž v červnu 2014 následoval model Signature Touch. Model Signature Touch je špičkový přístroj, který běží na čtyřjádrovém procesoru Snapdragon 801 s frekvencí 2,3 GHz. Je vyráběn s 4,7 palcovým displejem s rozlišením 1080p, 64GB úložného prostoru, LTE, NFC a bezdrátovým nabíjením Qi. Cena telefonu Signature Touch je od 10 300 USD/7 900 EUR za základní model po maximální cenu 21 900 USD/16 900 EUR za model Pure Jet Red Gold.
Vertu vyrábí také limitované edice telefonů ve spolupráci se společnostmi Ferrari, Bentley, Lapo Elkann a Ermenegildo Zegna.

## Distribuce
Značka Vertu je k dispozici ve zhruba 500 obchodech, včetně 70 značkových butiků Vertu Boutiques, v 66 zemích. Telefony Vertu jsou nabízeny ve značkových prodejnách, v rámci koncese pak v předních obchodních domech jako Harrods a Selfridges v Londýně a u dalších autorizovaných maloobchodníků, jako například Tourneau v USA, v Pařížské ulici v Praze a DLF Emporio v Novém Dillí v Indii. Butik Vertu se nalézá i v Pekingu, v Oriental Plaza v nákupní čtvrti Wang-fu-ťing. Tři butiky Vertu Boutiques se nacházejí i ve Spojených státech: na Madison Avenue v New Yorku, resortu a kasinu Wynn v Las Vegas a na Rodeo Drive v Beverly Hills. V Dubaji je řada obchodů, například Mall of the Emirates, Dubai Mall a Burjuman Mall.

## Krach
Společnost Vertu se v červenci 2017 dostala do insolvence, kdy dlužila částku 128 milionů liber šterlinků, v přepočtu 4 miliardy korun českých. Propuštěno bylo na 200 zaměstnanců. Současný majitel turecký miliardář Uzan si však hodlá ponechat licence na značku a případně ji v budoucnu obnovit.